# Teresa María Llona
Teresa María Llona Gastañeta (Lima, 1905-Lima, 1989) fue una escritora, poetisa y periodista peruana.
Hija y secretaria personal del científico Scipión E. Llona, se dedicó a difundir la obra de su padre. Trabajó como inspectora de penales y en periodismo. Fue amiga de la poetisa chilena Gabriela Mistral, quien le prologó su poemario Encrucijada.

## Obras
- Celajes. Madrid, 1930.[1]
- Encrucijada. Lima, 1938.[1]
- Intersection, 1950.
- París, 1958.
- Nuestra casona era así, 1962.
- Numa Pompilio Llona y el monumento de 2 de mayo, 1966.
- Scipión Llona y la Teoría Cosmológica Cicloidal, 1967.
- La teoría de Scipión Llona a través de sus comunicados, 1972.
- Antonio Raimondi y Emiliano Llona, 1987.